# Encyclopedia Africana
De Encyclopedia Africana is een naslagwerk over de Geschiedenis van Afrika en de Afrikaanse diaspora.
Het werk werd geschreven door Henry Louis Gates Jr. en Kwame Anthony Appiah en in 1999 uitgegeven door Basic Books. Zij lieten zich inspireren door W.E.B. Du Bois, die sinds 1909 de idee had om zo'n naslagwerk te maken. Du Bois wilde hiermee een naslagwerk publiceren dat het aanzien van de black world of the twentieth century meer aanzien zou geven, zoals de Encyclopédie van Diderot en de Britannica dat ook deden. Het werk zou een beginpunt zijn voor vooruitgang en verdere studies van het zwarte ras.
Du Bois werd hierin bijgestaan door zijn partner Shirley Graham, dochter van een slaafgemaakte. Toen Du Bois in 1963 overleed, was het werk nog niet af, maar had hij er wel meer dan 50 jaar aan gewerkt.
Het uiteindelijke werk werd in 1999 voor het eerst gepubliceerd, in drie delen die naar thema zijn opgedeeld. De drie delen behelsen de Afro-Amerikaanse, Afro-Latinoamerikaanse en Afrikaanse onderwerpen. In 2005 werd een tweede uitgave uitgebracht, die in vijf delen werd uitgebracht.
De encyclopedie bestaat uit twee miljoen woorden tekst, verdeeld over 3500 hoofdonderwerpen, geïllustreerd door duizend afbeeldingen en kaarten, veelal in kleur.